# Scottish Cup 1952-1953
La Scottish Cup 1952-1953 è stata la 68ª edizione del torneo. I Rangers hanno vinto il trofeo per la quattordicesima volta nella loro storia.

## Formula
In ogni turno si giocavano gare di sola andata; in caso di parità si disputava un replay a campi inveriti; in caso di ulteriore parità si procedeva con i supplementari e i rigori.

## Partite

### Primo turno
Gare disputate il 24 gennaio 1953. Diciotto club ammessi direttamente al secondo turno.
| Squadra 1          | Risultato | Squadra 2               |
| ------------------ | --------- | ----------------------- |
| Berwick Rangers    | 3 – 3     | Dundee Utd              |
| Dumbarton          | 1 – 3     | Cowdenbeath             |
| East Fife          | 7 – 1     | Vale of Leithen         |
| Elgin City         | 2 – 3     | Third Lanark            |
| Eyemouth Utd       | 0 – 4     | Celtic                  |
| Hibernian          | 8 – 0     | Stenhousemuir           |
| Leith Athletic     | 1 – 8     | Airdrieonians           |
| Greenock Morton    | 2 – 0     | Dunfermline             |
| Newton Stewart     | 3 – 3     | Falkirk                 |
| Queen of the South | 2 – 1     | Huntly                  |
| Raith Rovers       | 5 – 0     | Inverness Clachnacuddin |
| Rangers            | 4 – 0     | Arbroath                |
| St. Mirren         | 1 – 1     | Brechin City            |
| Stranraer          | 0 – 3     | Kilmarnock              |

#### Replay
Gare disputate il 28 gennaio 1953
| Squadra 1    | Risultato | Squadra 2       |
| ------------ | --------- | --------------- |
| Brechin City | 0 – 1     | St. Mirren      |
| Dundee Utd   | 2 – 3     | Berwick Rangers |
| Falkirk      | 4 – 0     | Newton Stewart  |

### Secondo turno
Le gare furono disputate il 7 febbraio 1953.
| Squadra 1           | Risultato | Squadra 2          |
| ------------------- | --------- | ------------------ |
| Aberdeen            | 2 – 0     | St. Mirren         |
| Airdrieonians       | 3 – 0     | East Fife          |
| Albion Rovers       | 2 – 0     | East Stirlingshire |
| Alloa Athletic      | 0 – 2     | Motherwell         |
| Berwick Rangers     | 2 – 3     | Queen of the South |
| Buckie Thistle      | 1 – 5     | Ayr Utd            |
| Cowdenbeath         | 0 – 1     | Greenock Morton    |
| Dundee              | 0 – 2     | Rangers            |
| Forfar Athletic     | 2 – 4     | Falkirk            |
| Hamilton Academical | 2 – 2     | Kilmarnock         |
| Hibernian           | 4 – 2     | Queen's Park       |
| Partick Thistle     | 0 – 2     | Clyde              |
| Raith Rovers        | 0 – 1     | Hearts             |
| St. Johnstone       | 1 – 2     | Montrose           |
| Stirling Albion     | 1 – 1     | Celtic             |
| Wigtown             | 1 – 3     | Third Lanark       |

#### Replay
Le gare furono disputate l'11 febbraio 1953.
| Squadra 1  | Risultato | Squadra 2           |
| ---------- | --------- | ------------------- |
| Celtic     | 3 – 0     | Stirling Albion     |
| Kilmarnock | 0 – 2     | Hamilton Academical |

### Ottavi di finale
Gare disputate il 21 febbraio 1953.
| Squadra 1          | Risultato | Squadra 2           |
| ------------------ | --------- | ------------------- |
| Aberdeen           | 5 – 5     | Motherwell          |
| Airdrieonians      | 0 – 4     | Hibernian           |
| Clyde              | 8 – 3     | Ayr Utd             |
| Falkirk            | 2 – 3     | Celtic              |
| Hearts             | 3 – 1     | Montrose            |
| Greenock Morton    | 1 – 4     | Rangers             |
| Queen of the South | 2 – 0     | Albion Rovers       |
| Third Lanark       | 1 – 0     | Hamilton Academical |

#### Replay
Gara giocata il 25 febbraio 1953.
| Squadra 1  | Risultato | Squadra 2 |
| ---------- | --------- | --------- |
| Motherwell | 1 – 6     | Aberdeen  |

### Quarti di finale
Gare disputate il 14 marzo 1953.
| Squadra 1 | Risultato | Squadra 2          |
| --------- | --------- | ------------------ |
| Clyde     | 1 – 2     | Third Lanark       |
| Hearts    | 2 – 1     | Queen of the South |
| Hibernian | 1 – 1     | Aberdeen           |
| Rangers   | 1 – 0     | Celtic             |

#### Replay
Gare disputete il 18 marzo 1953.
| Squadra 1 | Risultato | Squadra 2 |
| --------- | --------- | --------- |
| Aberdeen  | 2 – 0     | Hibernian |

### Semifinali
Gare disputate il 4 aprile 1953.
| Squadra 1 | Risultato | Squadra 2    |
| --------- | --------- | ------------ |
| Aberdeen  | 1 – 1     | Third Lanark |
| Rangers   | 2 – 1     | Kilmarnock   |

#### Replay
Gara disputata l'8 aprile 1953.
| Squadra 1 | Risultato | Squadra 2    |
| --------- | --------- | ------------ |
| Aberdeen  | 2 – 1     | Third Lanark |

### Finale
| Glasgow 25 aprile 1953 | Rangers | 1 – 1 referto | Aberdeen | Hampden Park |

### Replay finale
| Glasgow 29 aprile 1953 | Rangers | 1 – 0 referto | Aberdeen | Hampden Park |